# Human Rights Campaign

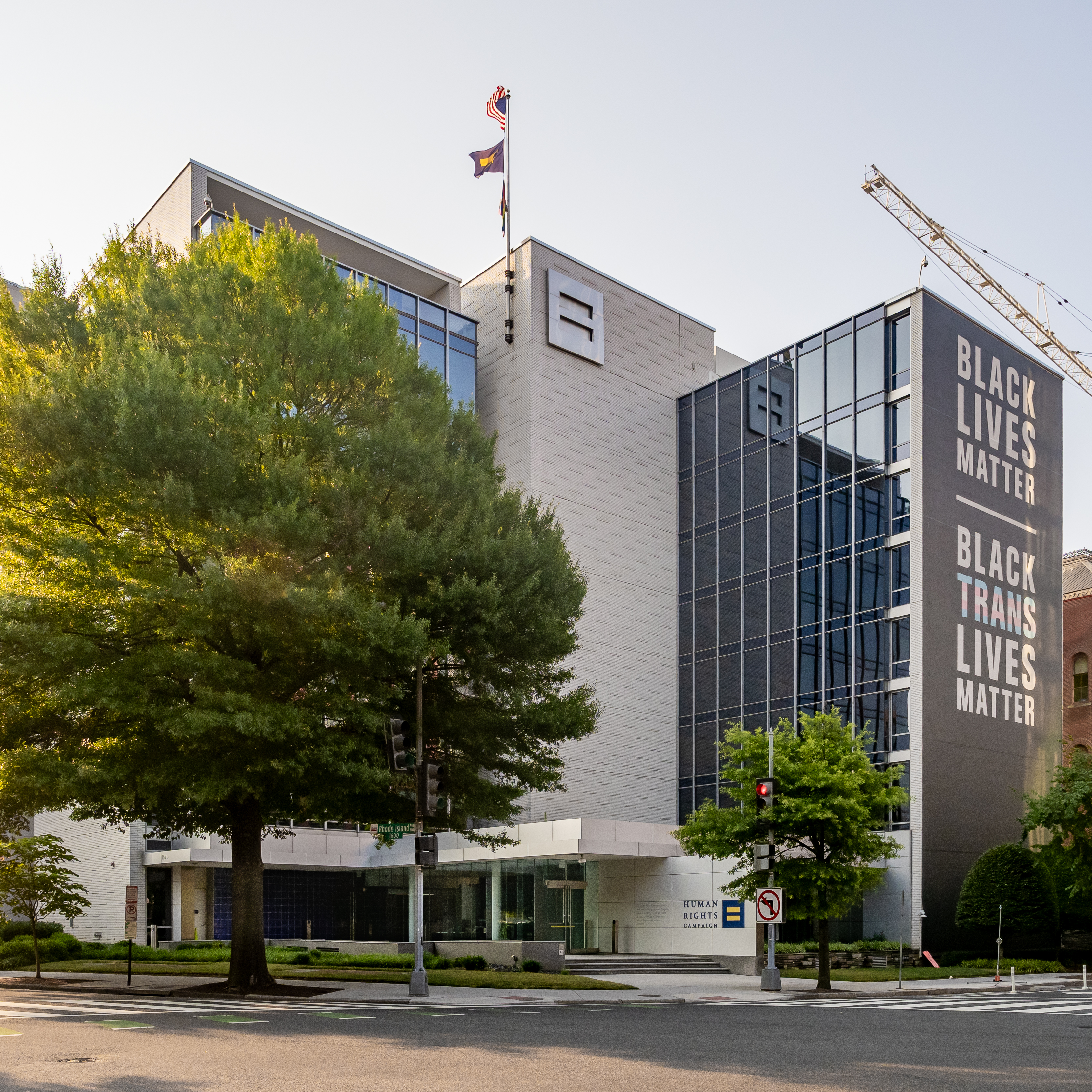
Hauptquartier von Human Rights Campaign in Washington, D.C. (2024)

Human Rights Campaign (HRC) ist eine US-amerikanische Menschenrechtsorganisation mit Sitz in Washington, D.C. Sie gilt als größte politische LGBTIQ-Lobby-Organisation in den Vereinigten Staaten. Sie befasst sich mit dem Schutz und der Erweiterung der Rechte queerer Menschen und setzt sich unter anderem für die gleichgeschlechtliche Ehe, Antidiskriminierungsgesetze und gegen Hasskriminalität sowie im Bereich der HIV/AIDS-Aufklärung ein. Die Organisation unterstützt eine Reihe von Gesetzesinitiativen und hält Ressourcen für LGBTIQ-Personen bereit.

## Struktur

### Aufbau
Human Rights Campaign ist ein Dachverband, der zwei separate gemeinnützige Organisationen und ein politisches Aktionskomitee vereint:
- die HRC Foundation, eine 501(c)(3)-Organisation, die sich auf Recherche, Interessenvertretung und Bildung konzentriert;
- die Human Rights Campaign, eine 501(c)(4)-Organisation, die sich auf den Schutz und die Erweiterung der Rechte von Lesben, Schwulen, Bisexuellen, inter und trans Personen und queeren Personen (LGBTIQ) fokussiert, indem sie Lobbyarbeit im US-Kongress und in der Landes- bzw. Regionalpolitik betreibt und Aktionen mit Unterstützung ihrer Mitglieder initiiert;
- das HRC Political Action Committee, das politische Kandidaten unterstützt und bekämpft.

Eigenen Angaben zufolge hat die Organisation 3,6 Millionen Mitglieder (Stand: Juli 2025).

### Präsidium
Aktuelle Präsidentin der Human Rights Campaign ist Kelley Robinson, die am 20. September 2022 ernannt wurde. Sie trat die Nachfolge von Interimspräsidentin Joni Madison an und ist die erste queere schwarze Frau an der Spitze der Organisation.
Die Arbeit des Dachverbandes wird von drei Gremien unterstützt:
- dem Board of Directors, dem Leitungsgremium der Organisation;
- dem HRC Foundation Board, das die Finanzen der Stiftung verwaltet und die offiziellen Richtlinien für die Stiftung festlegt;
- dem Board of Governors, das die regionalen Aktivitäten der Organisation im ganzen Land leitet.

### Finanzierung
2005 arbeitete HRC mit einem Jahresetat von 24 Mio. US$, von denen 40 % für politisches Lobbying ausgegeben wurden. Im Jahr 2020 belief sich das Jahresbudget von HRC auf 44,6 Mio. US$ und die jährlichen Ausgaben auf 44,3 Mio. US$, für das Steuerjahr 2023 waren 45,9 Mio. US$ an Einnahmen und 51,9 Mio. US$ an Ausgaben zu verzeichnen.
Seit 1997 veranstaltet die Human Rights Campaign ein Dinner-Event, das als die größte jährliche Spendenaktion der Organisation gilt. Im Jahr 2009 war US-Präsident Barack Obama beim 13. jährlichen National Dinner als Gastredner eingeladen. In seiner Rede bekräftigte er sein Versprechen, die „Don’t ask, don’t tell“-Politik der US-Streitkräfte und den Defense of Marriage Act (DOMA) aufzuheben, sowie sein Engagement für die Verabschiedung des Employment Non-Discrimination Act (auf Deutsch: Antidiskriminisierungsgesetz für den Arbeitsplatz).

## Programm und Aufgaben

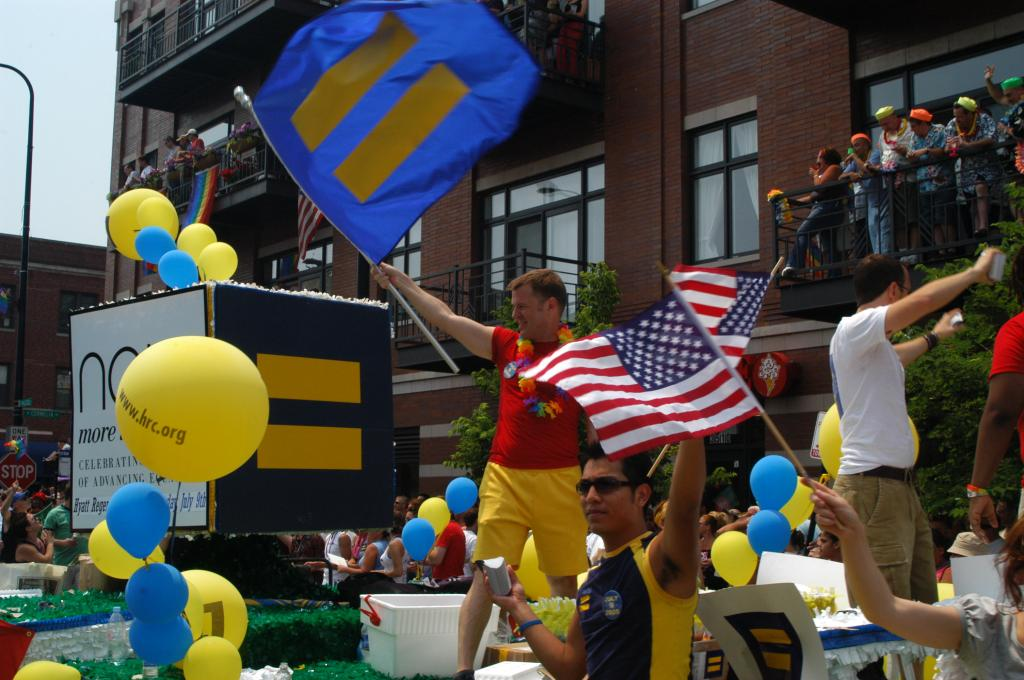
Human Rights Campaign bei der Chicago Pride Parade (2005)

Die Organisation ist in der Politik der Vereinigten Staaten als Lobby-Organisation tätig, so z. B. im amerikanischen Kongress, indem sie diejenigen Politiker unterstützt, die sich für die Rechte von LGBT einsetzen.
Zusätzlich hält HRC Informationen für das Coming Out und für Rechte am Arbeitsplatz bereit.

## Geschichte
HRC wurde 1980 von Steve Endean gegründet, um Geld für Kongresskandidaten zu mobilisieren. Innerhalb von drei Monaten war HRC als unabhängiges politisches Aktionskomitee bei der Federal Election Commission in den Vereinigten Staaten registriert. Von 1998 bis 2003 war der Aktivist und Rechtsanwalt Wayne Besen Sprecher der Human Rights Campaign.

## Vorsitzende
- 1. Steve Endean, Gründer der HRC (1980–1983)
- 2. Executive Director Vic Basile (1983–1989)
- 3. Executive Director Tim McFeeley (1989–1995)
- 4. Executive Director Elizabeth Birch (1995–2004)
- 5. President Cheryl Jacques (2004)
- 6. President Joe Solmonese (2005–2013)
- 7. President Chad Griffin (2012–2019)[10]
- 8. President Alphonso David (2019–2021)[11]
- Übergangspräsidentin: Joni Madison (2021–2022)[12]
- 9. President Kelley Robinson (2022–aktuell)[13]

## Sponsoren in den Vereinigten Staaten
Die folgenden Firmen sind Sponsoren von HRC (Auswahl):
- Accenture
- Amazon
- American Airlines
- Apple
- The Coca-Cola Company
- Diageo
- Google LLC
- Intel
- JPMorgan Chase
- Lyft
- Macy’s Inc
- Marriott
- Match Group
- Microsoft
- Morgan Stanley
- Pfizer
- The Walt Disney Company
- T-Mobile

(Stand: Juli 2025)